# فهرست ویکی‌سفرها
فهرست ویکی‌سفرها به ترتیب الفبای انگلیسی کد: برای شمار ویکی‌سفرها، فهرستی که پایین پیوند داده شده را ببینید.
(تا مرداد ۱۳۹۵خورشیدی «اوت ۲۰۱۶ میلادی» ۱۷ زبان موجود ویکی‌سفر در فهرست این صفحه وجود دارد.)
فهرست ویکی‌سفرها
| ترتیب | کد ویکی‌سفر | زبان (به فارسی) | زبان (محلی) | تاریخ راه اندازی | رتبه |
| ----- | ---------- | --------------- | ----------- | ---------------- | ---- |
| ۱     | de         | آلمانی          | Deutsch     | ۲۰۰۶-۱۲-۱۰       | ۲    |
| ۲     | el         | یونانی          | Ελληνικά    | ۲۰۱۳-۰۵-۱۷       | ۱۵   |
| ۳     | en         | انگلیسی         | English     | ۲۰۱۲-۰۹-۲۳       | ۱    |
| ۴     | es         | اسپانیایی       | Español     | ۲۰۱۳-۰۱-۰۷       | ۱۱   |
| ۵     | fa         | فارسی           | فارسی       | ۲۰۱۴-۱۰-۰۲       | ۳    |
| ۶     | fr         | فرانسوی         | Français    | ۲۰۱۲-۱۰-۰۳       | ۵    |
| ۷     | he         | عبری            | עברית       | ۲۰۱۳-۰۳-۲۱       | ۱۰   |
| ۸     | it         | ایتالیایی       | Italiano    | ۲۰۰۷-۱۲-۱۰       | ۴    |
| ۹     | nl         | هلندی           | Nederlands  | ۲۰۱۲-۰۹-۲۹       | ۸    |
| ۱۰    | pl         | لهستانی         | Polski      | ۲۰۱۳-۰۲-۰۶       | ۷    |
| ۱۱    | pt         | پرتغالی         | Português   | ۲۰۱۳-۰۱-۰۷       | ۹    |
| ۱۲    | ro         | رومانیایی       | Română      | ۲۰۱۳-۰۲-۰۶       | ۱۶   |
| ۱۳    | ru         | روسی            | Русский     | ۲۰۱۲-۱۰-۱۸       | ۶    |
| ۱۴    | sv         | سوئدی           | Svenska     | ۲۰۱۲-۱۰-۰۶       | ۱۴   |
| ۱۵    | uk         | اوکراینی        | Українська  | ۲۰۱۳-۰۳-۲۱       | ۱۷   |
| ۱۶    | vi         | ویتنامی         | Tiếng Việt  | ۲۰۱۳-۰۸-۱۱       | ۱۳   |
| ۱۷    | zh         | چینی            | 中文        | ۲۰۱۴-۰۱-۱۵       | ۱۲   |